# Nikolai Andrejewitsch Werjowkin-Rachalski
Nikolai Andrejewitsch Werjowkin-Rachalski (russisch Николай Андреевич Верёвкин-Рахальский; * 23. November 1893; † 22. April 1984) war ein russischer und später sowjetischer Offizier, zuletzt im Range eines Generalleutnants. 
Während des Ersten Weltkrieges diente er in der Kaiserlich Russischen Armee, bevor er Soldat der Roten Armee wurde und im Russischen Bürgerkrieg auf deren Seite kämpfte. Zwischen 1937 und 1939 und 1941 und 1944 war er Kommandant der Frunse-Akademie. 1958 wurde er in den Ruhestand entlassen.

## Auszeichnungen
- Leninorden
- Rotbannerorden
- Orden der Oktoberrevolution
- Bogdan-Chmelnizki-Orden
- Kutusoworden
- Orden des Roten Sterns

## Dienstgrade
- KomDiw – 1935
- KomKor – 1939
- Generalleutnant – 4. Juni 1940